# عبد الرزاق جبران
الشاعر المغربي عبد الرزاق جبران.
هو كاتب وشاعر و ناقد وعضو في جمعية اتحاد كتاب المغرب، و كان رئيسا لنادي الوحدة للإبداع في مدينة العيون الصحراء الغربية، مغربي الجنسية، ازداد بتاريخ 28/12/1960 بمدينة الدار البيضاء في المغرب و توفي بتاريخ 12/08/2012 بعد معاناة طويلة مع المرض.
الكتابات.
للكاتب عدة كتب منها كتب أصدرت في حياته مثل :

## ديوان أسماء
أصدرت الطبعة الأولى في الدار البيضاء سنة 1993.

### أشغال المختبر
دار الخطابي.

### المطبعة
دار قرطبة للطباعة والنشر.

### رقم الإيداع
1994/900.
كتاب الرهان الآخر.

## بياض الحروف

### السلسلة
رقيم الشعر.

### الطبعة الأولى
أصدرت سنة 2006.

### رقم الإيداع
2006/1911.

### الناشر
منشورات أجراس، دار القرويين.

### إدارة وإشراف عام
سعيد بوكرامي.

### متابعة إعلامية
لطف الله الشلي.

### متابعة فنية
مصطفى لغتيري.
و كتب أخرى جاهزة للطبع تم نشرها بعد وفاته مثل :

## هواجس الكتابة القصصية

### الطبعة الأولى
سنة 2013.

### عدد النسخ
1000 نسخة.

### عدد الصفحات
112 صفحة.

### الإخراج الفني والغلاف
مناف نفاع.

### ISBN:
978-9933-433-77-2.

### الناشر
محاكاة للدراسات والنشر و التوزيع . سورية دمشق.

### الإشراف العام
صافي علاء الدين.

## الأعمال الشعرية الكاملة (ديوان أسماء-بياض الحروف-سيرة الصباح)

### الجنس الأدبي
شعر

### الناشر
منشورات القلم المغربي.

### الطبعة الأولى
سنة 2016.

### المطبعة
دار القرويين_الدار البيضاء.

### رقم الإيداع القانوني
2016MO1052

### ISBN:
978-9954-9607-4-5.
طبع بدعم من وزارة الثقافة للمملكة المغربية.

## مصادر ذات رابط

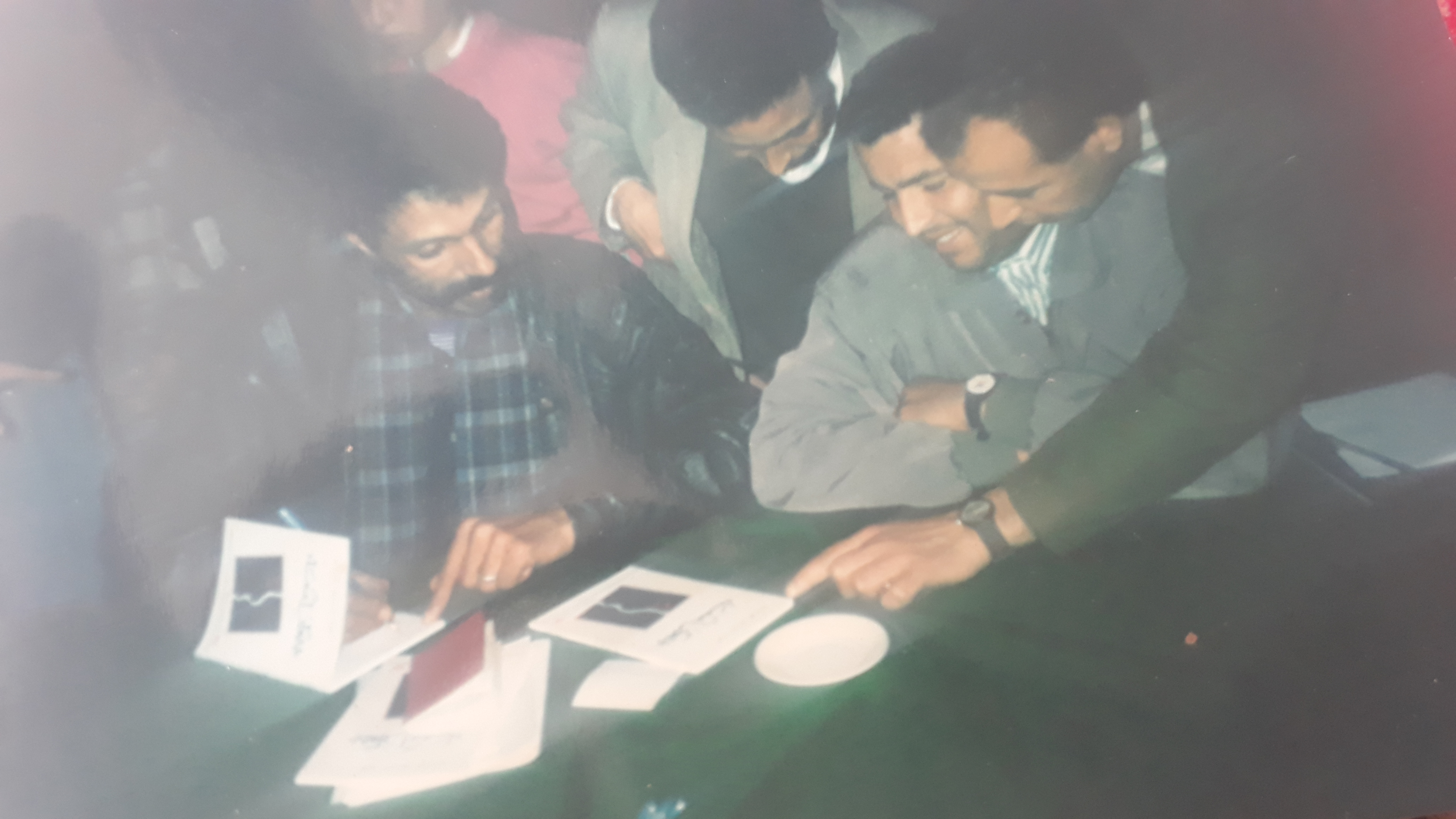

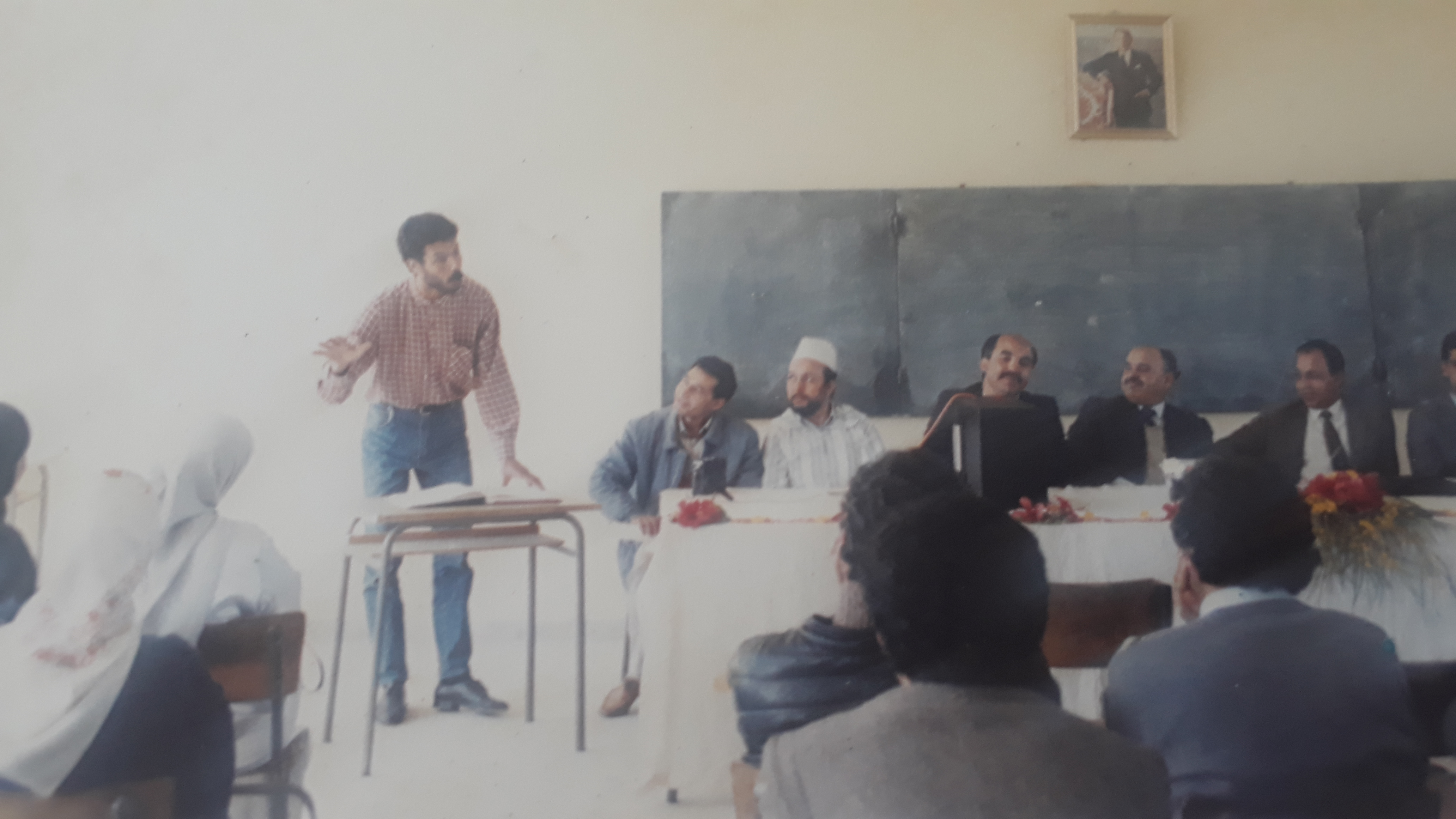